# شیرین‌شهر
شیرین‌شهر از شهرهای جدید در محدوده شهرستان کارون از توابع استان خوزستان است.
شهر جدید شیرین‌شهر در ۲۳ کیلومتری جنوب غربی اهواز و در کنار رودخانه کارون قرار دارد.
ساخت شیرین‌شهر از سال ۱۳۸۳ آغاز شده و تا سال ۱۳۸۶، ۱۰۰ هکتار اراضی مسکونی دراین شهر آماده‌سازی شده‌است.
این شهر در مرکز ثقل ۵ مجتمع کشت و صنعت نیشکر است. طبق برنامه زمانبندی پیش‌بینی‌شده اسکان از سال ۱۳۹۰ سکونت در شیرین‌شهر آغاز می‌شود و جمعیت اولیه برای آن ۱۲۰ هزار نفر پیش‌بینی شده‌است.
اولویت اسکان در این شهر به کارکنان شرکت نیشکر داده می‌شود.
شیرین‌شهر ظرفیت ساخت بیش از ۳۰ هزار واحد مسکونی را داراست.
در نام‌گذاری محلات و مناطق شیرین شهر از نام‌های معروف و تاریخی و مشاهیر ایران و همچنین ستاره‌ها و گل‌ها استفاده شده‌است.
در ورودی شهر میدانی از نخل و بلوط و شیر و همچنین نقشهٔ خلیج فارس قرار دارد.

## امکانات
شبکه آب و فاضلاب، شهرک کارگاهی صنعتی، واحدهای مسکونی ویلایی و آپارتمانی، مراکز تجاری، مجتمع تفریحی و گردشگری، درمانگاه، مخابرات، فرهنگسرا و مسجد از امکانات در دست ساخت این شهر هستند.
این شهر همچنین دارای نخستین تصفیه‌خانه هوشمند آب در خوزستان است.
خط متروی اهواز نیز قرار است در آینده تا شیرین‌شهر ادامه یابد.